# Hamit Kaplan
Hamit Kaplan (* 20. September 1934 in Hamamözü, Amasya; † 5. Januar 1976 in Çorum) war ein türkischer Ringer.

## Werdegang
Hamit Kaplan stammte aus der Provinz Amasya in Anatolien. Er begann als Jugendlicher mit dem türkischen Nationalsport Öl-Ringkampf, befasste sich aber bald auch mit dem olympischen Ringen. Bereits als Junior wurde er türkischer Meister in der Schwergewichtsklasse. Er rang in beiden Stilarten, griechisch-römisch und Freistil. 1954 wurde er in die türkische Nationalmannschaft im Ringen aufgenommen. In den Trainern Nuri Boytorun und Celal Atik bekam er Könner seines Faches, die ihn weiter an die Weltspitze heranführten. Im Alter von 22 Jahren vertrat er die Türkei erstmals bei Weltmeisterschaften und belegte in Karlsruhe einen hervorragenden 3. Platz im griechisch-römischen Stil. Bis zum Ende seiner Karriere errang er elf Medaillen bei Olympischen Spielen, Welt- und Europameisterschaften. Sein größter Erfolg war der Olympiasieg 1956 im freien Stil in der Schwergewichtsklasse. Hamit Kaplan wog bei einer Größe von 1,90 m nur ca. 100 kg. Aus diesem Grunde kämpfte er nach 1961, als eine Gewichtsklasseneinteilung vorgenommen wurde, sogar im Halbschwergewicht (bis 97 kg Körpergewicht). Er war ein sehr sperriger Ringer, der den defensiven Stil bevorzugte. Das zeigte sich auch, als 1957 vorübergehend ein „Unentschieden“ eingeführt wurde. Kein anderer Spitzenringer rang forthin so oft „Unentschieden“ wie Hamit Kaplan. Gegen den deutschen Weltklasseringer Wilfried Dietrich rang er bei internationalen Meisterschaften achtmal, gewann einmal, verlor zweimal und rang fünfmal gegen Dietrich „Unentschieden“. Dennoch war er einer der erfolgreichsten Schwergewichtsringer, dem allerdings in den 1960er Jahren in Alexander Iwanizki, Alexander Medwed und István Kozma Gegner erwachsen waren, die er nicht mehr besiegen konnte.
Nach den Olympischen Spielen 1964 trat er deshalb zurück. Er betätigte sich als Geschäftsmann, verstarb jedoch im Alter von nur 42 Jahren. Für seine Verdienste um den Ringersport wurde er im September 2011 in die FILA International Wrestling Hall of Fame aufgenommen.

## Internationale Erfolge
(OS = Olympische Spiele, WM = Weltmeisterschaft, GR = griechisch-römischer Stil, F = Freistil, S = Schwergewicht, bis 1961 über 87 kg Körpergewicht, nach 1961 über 97 kg Körpergewicht, Hs = Halbschwergewicht, ab 1962 bis 97 kg Körpergewicht)
- 1955, 1. Platz, Mittelmeer-Spiele in Barcelona, GR, S, vor Giuseppe Marcucci, Italien und Hilal, Ägypten;
- 1955, 3. Platz, WM in Karlsruhe, GR, S, mit Siegen über Kolu Kolew, Bulgarien, Wilfried Dietrich, BRD, Alexandru Șuli, Rumänien, Ladislav Bakšaj, Jugoslawien und Niederlagen gegen Bertil Antonsson, Schweden und Alexander Masur, UdSSR;
- 1956, 1. Platz, World-Cup in Istanbul, F, S
- 1956, 2. Platz, World-Cup in Istanbul, GR, S, hinter Johannes Kotkas, UdSSR, und vor Hussein Mehmedow, Bulgarien;
- 1956, Goldmedaille, OS in Melbourne, F, S, mit Siegen über Lila Ram Sangwan, Indien, William Kerslake, USA, Hossein Noori, Iran, Taisto Kangasniemi, Finnland und Hussein Mehmedow, Bulgarien;
- 1956, 4. Platz, OS in Melbourne, GR, S, mit Siegen über Adelmo Bulgarelli, Italien, Antonios Georgoulis, Griechenland, Taisto Kangasniemi und einer Niederlage gegen Wilfried Dietrich;
- 1957, 1. Platz, WM in Istanbul, F, S, mit Siegen über Hussein Mehmedow, Pietro Marascalchi, Italien und Iwan Vychristiuk, UdSSR und einem Unentschieden gegen Wilfried Dietrich;
- 1958, 3. Platz, World-Cup in Sofia, F, S, hinter Ljutwi Dschiber Achmedow, Bulgarien und O. Kandelaki, UdSSR und vor Lucjan Sosnowski, Polen und Morvari, Iran;
- 1958, 3. Platz, WM in Budapest, GR, S, mit Siegen über Karel Šimsek, Tschechoslowakei, Anton Geesink, Niederlande, Unentschieden gegen Ragnar Svensson, Schweden und János Reznák, Ungarn und Niederlagen gegen Ljutwi Dschiber Achmedow und Iwan Bogdan, UdSSR;
- 1959, 2. Platz, WM in Teheran, F, S, mit Siegen über Yagub-Ali Shourvazi, Iran, Pietro Marascalchi, Herbert Albrecht, DDR und Unentschieden gegen Sawkus Dscharasow, UdSSR und Ljutwi Dschiber Achmedow;
- 1960, Silbermedaille, OS in Rom, F, S, mit Siegen über Sawkus Dscharasow, William Kerslake, Muhammad Nazir, Pakistan, Lucjan Sosnowski und Unentschieden gegen Ljutwi Dschiber Achmedow und Wilfried Dietrich;
- 1961, 2. Platz, WM in Yokohama, F, S, mit Siegen über Bishwanath Singh, Indien und Bohumil Kubát, Tschechoslowakei und Unentschieden gegen Alexander Medwed, UdSSR und Wilfried Dietrich;
- 1961, 2. Platz, WM in Yokohama, Gr, S, mit Siegen über Tsuneharu Sugiyama, Japan und Unentschieden gegen Ragnar Svensson, Schweden, István Kozma, Ungarn und Iwan Bogdan;
- 1962, 4. Platz, WM in Toledo/USA, F, S, mit Siegen über George Momberg, Kanada, Avri Keyani, Iran, einem Unentschieden gegen Wilfried Dietrich und einer Niederlage gegen Alexander Iwanizki, UdSSR;
- 1962, 4. Platz, WM in Toledo/USA, Gr, S, mit Siegen über Alwyn Visser, Südafrika, Unentschieden gegen István Kozma und Hallow Wilson, USA und einer Niederlage gegen Wilfried Dietrich;
- 1963, 3. Platz, WM in Sofia, F, Hs, mit Siegen über Rudolf Kobelt, Schweiz, Arslan Rizvani, Jugoslawien, Imre Vígh, Ungarn, Nicolae Pawel, Rumänien, einem Unentschieden gegen Walko Kostow, Bulgarien und einer Niederlage gegen Alexander Medwed;
- 1963, 3. Platz, WM in Helsingborg, GR, Hs, mit Siegen über Gerardus Vogelzang, Niederlande und Petar Cucić, Jugoslawien und Unentschieden gegen Nicolae Martinescu, Rumänien, Bojan Radew, Bulgarien und Rostom Abaschidse, UdSSR;
- 1964, Bronzemedaille, OS in Tokio, F, S, mit Siegen über Arne Robertsson, Schweden und Dennis McNamara, Großbritannien und Unentschieden gegen Wilfried Dietrich, Larry Kristoff, USA und Bohumil Kubát;
- 1964, 10. Platz, OS in Tokio, Gr, S, nach Niederlagen gegen Petr Kment, Tschechoslowakei und István Kozma.